# Pedraza (Espagne)
Pedraza est une commune de la province de Ségovie dans la communauté autonome de Castille-et-León en Espagne.

## Sites et patrimoine
Le centre historique de la commune a été classé le 30 mars 1951 bien d'intérêt culturel en tant qu'ensemble historique.

## Culture
Ce site a accueilli plusieurs tournages, dont celui de la série HBO 30 Coins (2020) ou encore de la Folie des Grandeurs.

## Personnalités
- Ignacio Zuloaga (1870-1945), artiste peintre, vécut à Pedraza.